# Vidra (gmina w okręgu Alba)
Vidra – gmina w Rumunii, w okręgu Alba. Obejmuje miejscowości Băi, Bobărești, Bogdănești, Bordeștii Poieni, Culdești, Dealu Goiești, Dos, Dosu Luncii, Dosu Văsești, Drăgoiești-Luncă, Ficărești, Gligorești, Goiești, Haiducești, Hărăști, Hoancă, Jeflești, Lunca, Lunca Bisericii, Lunca de Jos, Lunca Goiești, Lunca Vesești, Modolești, Nemeși, Oidești, Pitărcești, Pleșcuța, Poieni, Ponorel, Puiulețești, Runc, Segaj, Urdeș, Valea Morii, Văsești, Vâlcăneasa, Vâlcești, Vârtănești i Vidra. W 2011 roku liczyła 1691 mieszkańców. 